# Авріл Лавін
Аврі́л Рамо́на Лаві́н(ь) (англ. і фр. Avril Ramona Lavigne, нар. 27 вересня 1984, Бельвіль, Канада) — канадська співачка та авторка пісень, яка відіграла ключову роль у розвитку поппанку на початку 2000-х років та проклала шлях для жіночих виконавців цього жанру. За свій музичний стиль, образ і вплив Лавін здобула титули «Принцеса поппанку» і «Королева поппанку».
Дебютний альбом Авріл Лавін Let Go (2002) розійшовся накладом 16 млн копій та став найпродаванішим альбомом XXI століття серед канадських артистів, а два сингли з нього, «Complicated» і «Sk8er Boi», утвердили місце співачки як представниці скейт-панку. Її другий альбом Under My Skin (2004) досяг вершини американського хіт-параду Billboard 200 та був розпроданий тиражем 10 мільйонів копій по всьому світу.
Третій альбом Лавін, The Best Damn Thing (2007), очолив чарти семи країн світу, а його головний сингл «Girlfriend» посів вершину Billboard Hot 100 у США. Її наступні дві платівки, Goodbye Lullaby (2011) та Avril Lavigne (2013), стали комерційно успішними та отримали золоті сертифікати в Канаді, США та інших країнах. Після випуску шостого альбому Head Above Water (2019) співачка повернулася до свого поппанк-коріння з Love Sux (2022). Крім музичної кар'єри, Авріл Лавін займалася дизайном і брала участь в кінематографічній діяльності. Журнал «Білборд» помістив її на десяте місце в рейтингу артистів 2000-х років, а також на 28 місце за комерційним успіхом.

## Раннє життя

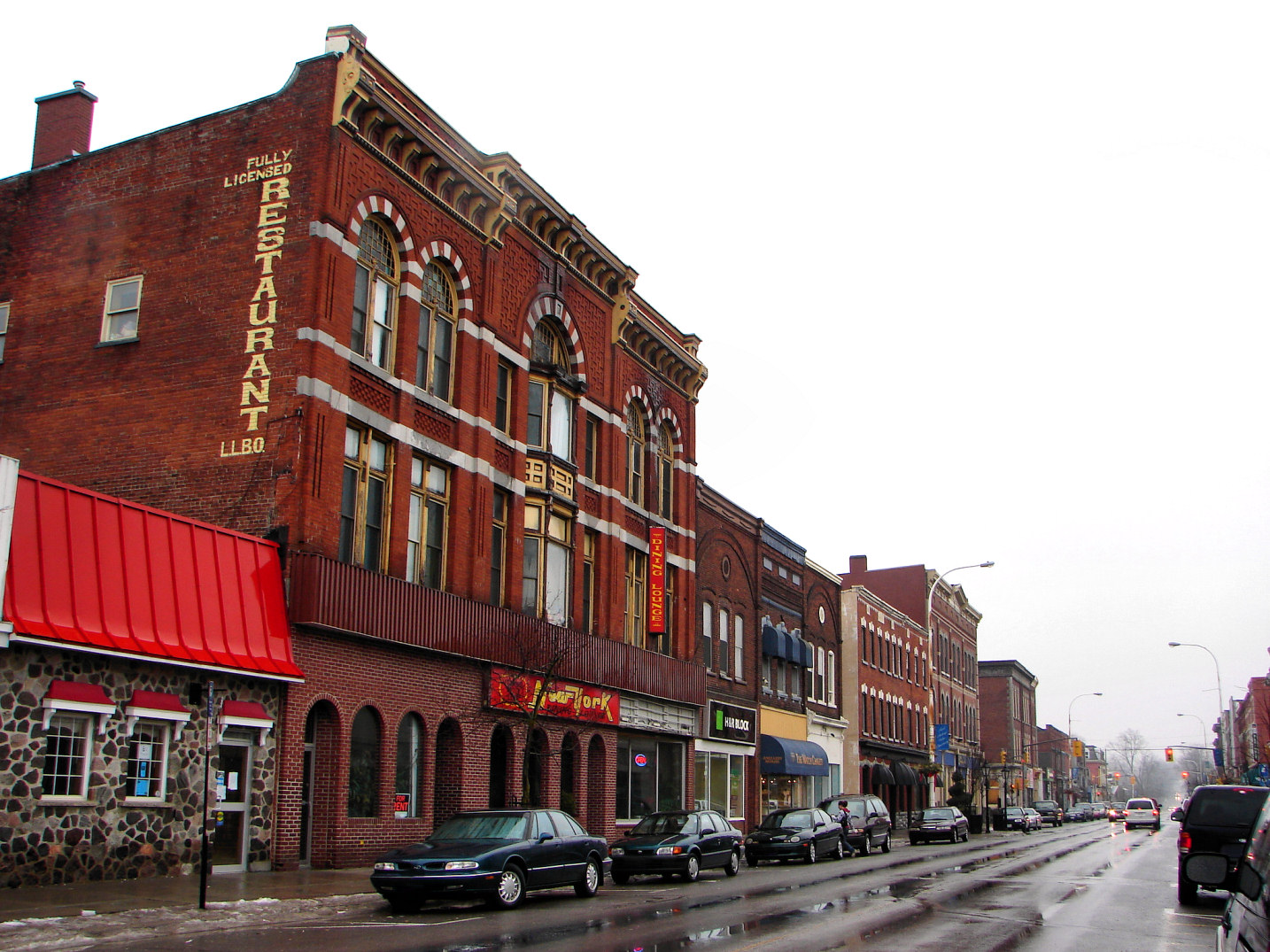
Головна вулиця Напані — міста, де минули ранні роки Авріл Лавін

Авріл Рамона Лавін народилася 27 вересня 1984 року в Бельвілі, Онтаріо. Ім'я «Авріл» (фр. Avril, укр. квітень) вибрав батько. Дід майбутньої співачки по батьківській лінії, франко-канадець Моріс Ів Лавін, був військовослужбовцем Королівських військово-повітряних сил Канади. 1953 року він одружився з француженкою, уродженкою Моранжа Люсі Дзержбіцкі. Їхній син Жан-Клод Лавін народився в 1954 році на базі ВПС поблизу Гростенкена, Лотарингія. Коли Жан-Клод був дитиною, родина переїхала до Онтаріо, а 1975 року він одружився з Джудіт-Розанною «Джуді» Лошоу.
Батьки звернули увагу на вокальні здібності доньки у два роки, коли під час повернення з церкви вона заспівала пісню «Ісус любить мене». Її старший брат Метью та молодша сестра Мішель нерідко дражнили Авріл за її захоплення: «Мій брат стукав у стіну, коли я співала собі перед сном, бо вважав це дуже дратівливим». Вона є золовкою басиста японського гурту One Ok Rock Кохами Рьоти.
Коли майбутній зірці виповнилося п'ять років, сім'я переїхала до Напані, Онтаріо, містечка з населенням 5 тисяч осіб. Авріл відвідувала місцеву Середню школу округу Непані. Зразковою поведінкою дівчина не відзначалася (іноді її виганяли з класу) але батьки підтримували бажання доньки стати співачкою. Тато купив їй мікрофон, ударну установку, клавішні та кілька гітар, а також переобладнав їхній підвал на студію. Коли Авріл було 14 років, батьки водили її на караоке. Також Лавін виступала на сільських ярмарках, де співала пісні кантрі-виконавців Гарта Брукса, The Dixie Chicks та Шанаї Твейн. Тоді ж вона почала писати власні пісні. Свій перший твір «Can't Stop Thinking About You» про підліткову захопленість вона описала як «банально милий».
Також у школі Лавін грала в бейсбол і хокей та двічі отримала звання найціннішого гравця (MVP) як правий крайній нападник у чоловічій лізі.

## Музична кар'єра
Батьки Лавін підтримували бажання дочки стати співачкою. Батько купив їй мікрофон, ударну установку, клавішні, кілька гітар і обладнав студію в підвалі. У 14 років батьки водили її співати в караоке. Лавін почала їздити Канадою та виступати на різних музичних фестивалях, виконуючи пісні кантрі-виконавців Гарта Брукса, The Dixie Chicks і Шанаї Твейн. Тоді ж вона почала писати власні пісні, перша з яких була про підліткову закоханість, «Can not Stop Thinking About You».
Не існує єдиної думки стосовно того, в якому жанрі музики працює Авріл Лавінь. Більшість оглядачів вважають, що це каліфорнійський панк. Часто виникає питання, чи можна вважати її музику панком. Це пов'язано з тим, що на початку кар'єри вона мала образ, який нагадує панк. Проте сама співачка кілька разів говорила, що вона — не панк. У квітні 2005 року Лавінь в інтерв'ю Vainquer Magazine сказала, що вважає свою музику попроком.

### Перші виступи та рекордингова угода (1999—2001)
1998 року, вигравши в конкурсі на радіо, Лавін заспівала на одній сцені із канадською зіркою Шанаєю Твейн на сцені Scotiabank Place перед 20-тисячною аудиторією. Вони виконали пісню Твейн «What Made You Say That». Лавін сказала їй, що збирається стати «відомою співачкою». Під час виступу з аматорським театром Lennox її помітив місцевий фолк-співак Стівен Медд і запросив виконати вокальну партію в його пісні «Touch the Sky» з альбому 1999 року Quinte Spirit. Згодом Лавін виконала пісні «Temple of Life» і «Two Rivers» на його альбомі 2000 року My Window to You.
У грудні 1999 року, виконуючи кавер-версії кантрі-пісень в книжковому магазині Chapters в Кінгстоні, Онтаріо, Лавін познайомилася зі своїм першим менеджером Кліффом Фабрі. Фабрі надіслав відеокасети з домашніми виступами Лавін деяким потенційним продюсерам, і вона зустрілася з кількома з них. Влітку 2000 року Марк Джоуетт з компанії Nettwerk познайомив її з Пітером Зіццо, з яким вона написала пісню «Why». Якось, коли Лавін перебувала в Нью-Йорку, її помітили менеджери Arista Records.

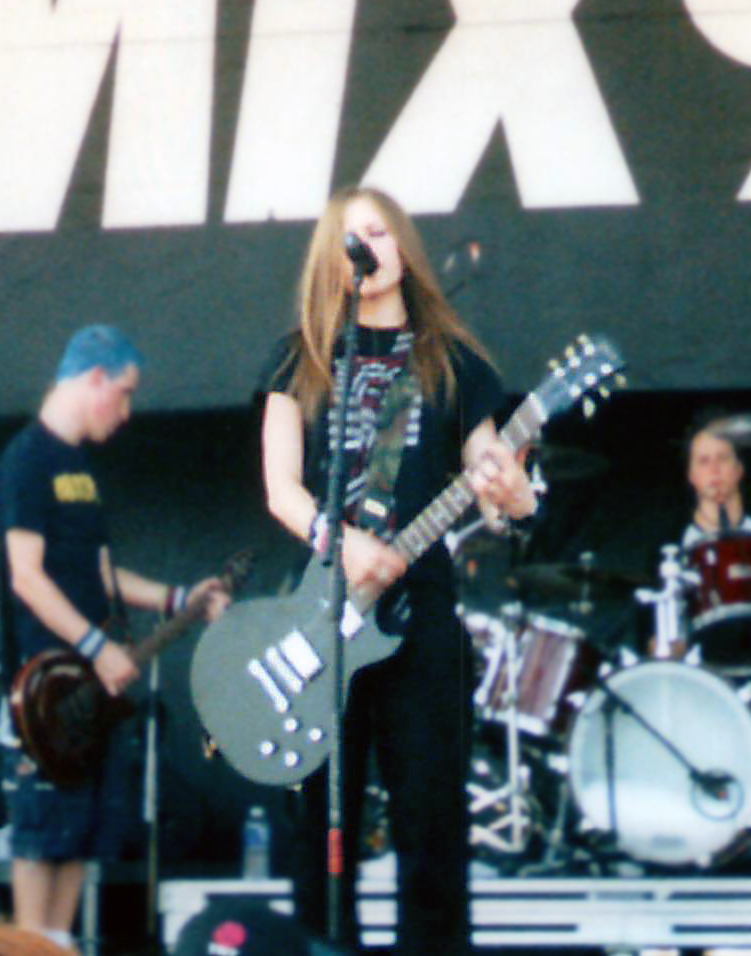
Концерт 10 вересня 2002 року

У листопаді 2000 року Кен Кронгард, представник департаменту з пошуку талантів, організував для Лавін прослуховування в студії Пітера Зіццо в Мангеттені й запросив туди Антоніо «LA» Рейда, який тоді очолював Arista Records. 15-хвилинний виступ Лавін так вразив Рейда, що той відразу ж запропонував їй контракт вартістю $1,25 млн на випуск двох альбомів і аванс на суму $900 тис.. На той час Лавін усвідомила, що природно вписується у свій шкільний імідж скейтерки, цей образ вона використала в стилістиці першого альбому і відеокліпах. Уклавши контракт зі звукозаписною компанією і заручившись підтримкою батьків, Лавін залишила школу, щоб зосередитись на музичній кар'єрі. «Я не збиралася відмовлятися від такої пропозиції. Я все життя про це мріяла. Батьки знали, як сильно я цього хотіла і як довго до цього йшла», — згадувала вона.

### 2002—2003:Let Go
Дебютний альбом Авріл Лавін Let Go вийшов 4 червня 2002 року у США, де він досяг другого місця в чарті Billboard 200. Альбом очолював чарти в Австралії, Канаді та Великій Британії (вісімнадцятирічна Лавін стала наймолодшою на той час співачкою, альбом якої став номером один у Британії). До кінця року альбом став чотириразовим платиновим у США, ставши найпродаванішим дебютним альбомом року й зробивши її найпродаванішою співачкою. До травня 2003 року в Канаді було продано понад мільйон примірників Let Go, що принесло альбому діамантову сертифікацію Канадської асоціації компаній звукозапису. До 2010 року у світі розійшлося понад 16 млн копій, 6 761 000 — в США.
Чотири пісні з альбому вийшли як сингли. Перший сингл з альбому, «Complicated», став номером один в Австралії і два в американській «гарячій сотні». «Complicated» став одним із найпродаваніших синглів року в Канаді; пісня також звучала в телесеріалі «Затока Доусона». «Complicated» посіла 83-тє місце в переліку найпопулярніших пісень десятиліття.
Інші сингли — «Sk8er Boi» і «I'm with You» — потрапили в першу десятку чарту Billboard Hot 100. Завдяки успіху перших трьох синглів Лавін стала другою з артистів в історії чарту Billboard Mainstream Top 40, чиї сингли з дебютного альбому очолювали цей чарт. Завдяки кліпові «Complicated» Лавін перемогла в номінації «найкращий новий артист» на MTV Video Music Award 2002 року. Їй вручили також 4 нагороди «Джуно» з 6 номінацій, нагороду World Music Awards в номінації «Найпродаваніший канадський виконавець», а також номінували на «Ґреммі» у восьми категоріях, зокрема, «Найкращий новий артист» і «Пісня року» за «Complicated».
2002 року Лавін сфільмувалась у кліпі «Hundred Million» поппанк-гурту Treble Charger. У березні 2003 року співачка з'явилася на обкладинці Rolling Stone, а в травні виконала пісню «Fuel» на триб'юті гурту Metallica MTV Icon. Під час свого першого концертного туру, Try to Shut Me Up, Лавін виконувала кавер-версію пісні Green Day «Basket Case».

### 2004—2005:Under My Skin

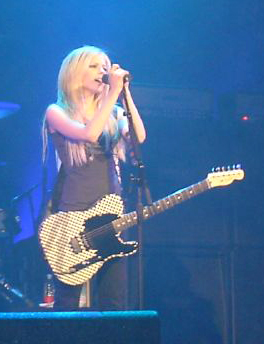
Концерт Авріл Лавін в Глазго 17 травня 2005 року в рамках The Bonez Tour

2004 року Лавін віддала Келлі Кларксон пісню «Breakaway», яку вона з Метью Джерардом написала ще для альбому Let Go. Пісня з'явилася на однойменному альбомі Кларксон і на саундтреку до фільму «Щоденники принцеси 2: Як стати королевою». Лавін виконала пісню «Iris» разом з Goo Goo Dolls на Fashion Rocks. У жовтні 2004 року вона знялася для обкладинки Maxim, а також записала пісню для фільму «Губка Боб Квадратні Штани».
Другий альбом, Under My Skin, вийшов 25 травня 2004 року у США. Він одразу очолив чарти Австралії, Мексики, Канади, Японії, Великої Британії та США. Загальносвітовий тираж платівки перевищив 8 мільйонів; у США було продано 3 090 000 копій. Більшість пісень Лавін написала разом з канадською співачкою і композиторкою українського походження Шанталь Крев'язюк. Продюсерами альбому стали чоловік Крев'язюк, фронтмен Our Lady Peace Рейн Мейд, а також Бутч Вокер і Дон Гілмор. Разом зі своїм гітаристом Еваном Тобенфельдом Лавін вирушила в тур на підтримку нового альбому «Live and By Surprise» торговими центрами у 21-му місті США і Канади, під час якого виконувала акустичні версії нових пісень. Про виступ у кожному місті оголошувалось тоді, коли до концерту залишалося лише 48 годин. Наприкінці 2004 року вона вирушила у свій перший світовий тур, The Bonez, що тривав майже до 2006 року та охопив практично всі континенти.
Перший сингл, «Do not Tell Me», вийшов на перше місце в чартах Аргентини та Мексики, увійшов до п'ятірки у Великій Британії та Канаді й до десятки в Австралії та Бразилії. Другий сингл, «My Happy Ending», очолив чарт Мексики і потрапив до першої п'ятірки чартів Великої Британії та Австралії. У США він потрапив на дев'яте місце Billboard Hot 100 і на перше місце чарту Mainstream Top 40, ставши її четвертим за рівнем комерційного успіху хітом. Третій сингл, «Nobody's Home», не увійшов до топ-40 у США, але очолив чарти Мексики та Аргентини. Четвертий сингл, «He Wasn't», не виходив у США і був помірно популярним у Великій Британії та Австралії.
2004 року Лавін здобула дві нагороди World Music Awards у категоріях «Найкращий поп/рок виконавець» і «Найкращий канадський виконавець». 2005 року її номіновано в п'яти категоріях «Джуно», перемігши в трьох: «Вибір фанів», «Виконавець року» і «Попальбом року». Вона здобула нагороду «Улюблена співачка» на 18-й церемонії Kids’ Choice Awards і була номінована на кількох міжнародних церемоніях MTV.

### 2006—2008:The Best Damn Thing
26 лютого 2006 року Лавін представила Канаду на церемонії закриття Зимових Олімпійських ігор у Турині, виконавши пісню «Who Knows» під час представлення наступних Зимових ігор 2010 року у Ванкувері.
Поки Лавін записувала свій новий альбом, компанія Fox Entertainment попросила її написати музику для фільму «Ерагон». Співачка запропонувала дві композиції, з яких лише «Keep Holding On» з'явилась у фільмі. Лавін розповіла, що завдання було важким, адже потрібно було переконатися, що пісня пасує до фільму.
Третій альбом The Best Damn Thing вийшов 17 квітня 2007 року. Лавін відразу ж вирушила в невеликий тур. Перший сингл, «Girlfriend», очолив чарт Billboard Hot 100, а альбом того ж тижня — чарт Billboard 200. «Girlfriend», перша пісня Лавін, що очолила американський чарт, була вельми популярною й на міжнародному рівні, вийшовши на провідні позиції в Австралії, Канаді, Японії, Італії, Великій Британії та Франції. Пісню записано іспанською, французькою, італійською, португальською, німецькою, японською і північнокитайською мовами. Міжнародна федерація фонографічної індустрії надала їй статус найбільш завантажуваної пісні 2007 року (за 7,3 млн завантажень, враховуючи версії іншими мовами). «Girlfriend» увійшла до переліку найпопулярніших пісень десятиліття (№ 94).

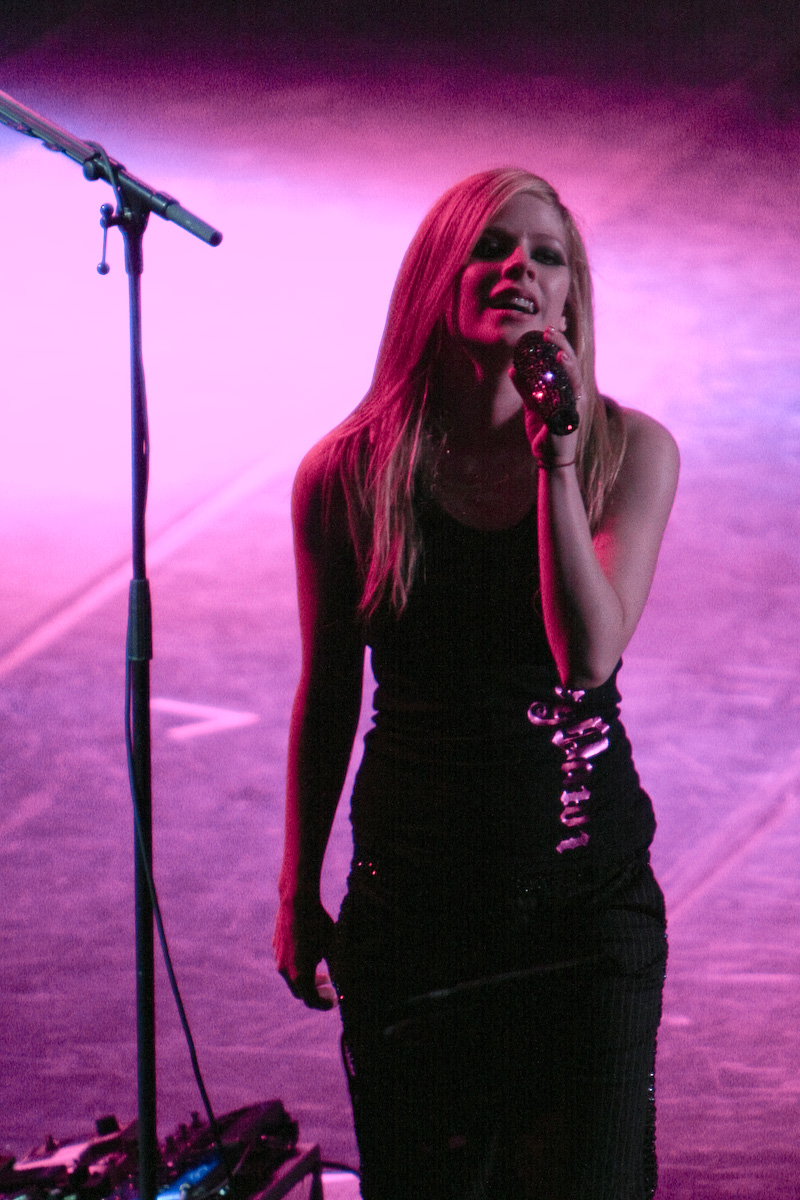
Концерт Авріл Лавін в Олімпійському баскетбольному палаці Пекіна, 2008 рік

«When You're Gone», другий сингл, досяг третього місця у Великій Британії, увійшов до першої п'ятірки чартів Австралії та Італії, першої десятки чарту Канади та майже потрапив до першої двадцятки американського чарту. У грудні 2007 року журнал Forbes поставив Лавін на восьме місце у своєму рейтингу «20 найбагатших зірок молодших 25 років». Третій сингл, «Hot», у США не піднявся вище 95-го місця (що стало найгіршим для Лавін результатом), але в Канаді потрапив до першої десятки, а в Австралії — до першої двадцятки. Загальносвітовий тираж The Best Damn Thing перевищив 5 мільйонів, а в США було продано 1 631 000 копій.
У цей період Лавін отримувала майже всі нагороди, на які була номінована, зокрема дві World Music Awards (в категоріях «Найбільш продаваний канадський виконавець» і «Найкраща попрок-співачка»). Вона також виборола MTV Europe Music Awards (двічі), Teen Choice Awards (в номінації «Літній сингл») і була претенденткою в п'яти номінаціях на «премію Джуно».
У середині 2007 року видано два комікси Make 5 Wishes, над якими Лавін працювала разом з художницею Каміллою Д'Ерріко і письменником Джошуа Дізартом. У коміксі йдеться про дівчину підліткового віку Хану, що вчиться долати свої страхи. Лавін сказала: «Я знаю, що багато моїх шанувальників читають мангу, і з превеликою радістю створюю оповіді, які, я впевнена, їм сподобаються». Перша частина побачила світ 10 квітня (за тиждень до виходу The Best Damn Thing), друга — 3 липня. Комікс номіновано в категорії «Найкращий роман-комікс для підлітків» на Young Adult Library Services.
У березні 2008 року Лавін вирушила у світовий тур The Best Damn Tour для підтримки альбому. Того ж місяця вона вдруге з'явилася на обкладинці Maxim. У середині серпня опозиційна Панмалайзійська ісламська партія спробувала заборонити концерт Лавін у Куала-Лумпурі, посилаючись на її «сексуальну поведінку» на сцені. На їхню думку, концерт, запланований на 29 серпня, пропагував хибні цінності напередодні дня незалежності Малайзії 31 серпня. 21 серпня MTV повідомив, що малайзійський уряд дозволив концерт.

#### Звинувачення в плагіаті
У цей час Авріл Лавін тричі звинувачували в плагіаті, підозри стосувалися пісень «Girlfriend», «Contagious» і «I Do not Have to Try».
Першим прецедентом став позов гурту The Rubinoos, що 1979 року випустив пісню «I Wanna Be Your Boyfriend». Лавін звинуватили в крадіжці приспіву їхньої пісні в «Girlfriend». Рядок Hey hey, you you, I could be your girlfriend, на думку музикантів, був копією їхньої пісні (Hey hey, you you, I wanna be your boyfriend). Террі Макбрайд, менеджер Лавін, заявив, що співачка ніколи не чула творів цього гурту і що пісня з'явилась задовго до її народження й не була тоді хітом; Макбрайд додав, що слова hey you присутні в багатьох піснях і що самих The Rubinoos можна звинуватити в крадіжці рядка Hey! You! Get off of my cloud з пісні Rolling Stones. Зрештою, сторони дійшли згоди та зійшлись на тому, що схожі рядки трапляються в багатьох піснях.
Канадська співачка й авторка пісень Шанталь Крев'язюк, яка працювала над створенням альбому Under My Skin у 2003—2004 роках, звинуватила Лавін у привласненні авторства пісні «Contagious», що увійшла до альбому The Best Damn Thing ; Крев'язюк заявила, що цей вчинок перебуває «поза межами етики», що вона не буде подавати судового позову, але надалі не збирається більше співпрацювати з Авріл Лавін. Лавін у відповідь заявила, що написала цю пісню разом з Еваном Тобенфельдом і назва випадково збіглася з однією з пісень, написаних Крев'язюк для Under My Skin кілька років тому. Шанталь Крев'язюк все ж пригрозила подати судовий позов, але пізніше відмовилася від свого наміру й надіслала листа з вибаченнями.
Після прецеденту з Крев'язюк в Інтернеті з'явилися нові звинувачення, цього разу — в порушенні авторських прав у пісні «I Do not Have to Try» — запозичення мелодії з композиції 2003 року «I'm the Kinda» співачки Peaches. Згідно з журналом Rolling Stone, перші двадцять секунд пісень абсолютно ідентичні.

### 2009—2011:Goodbye Lullaby

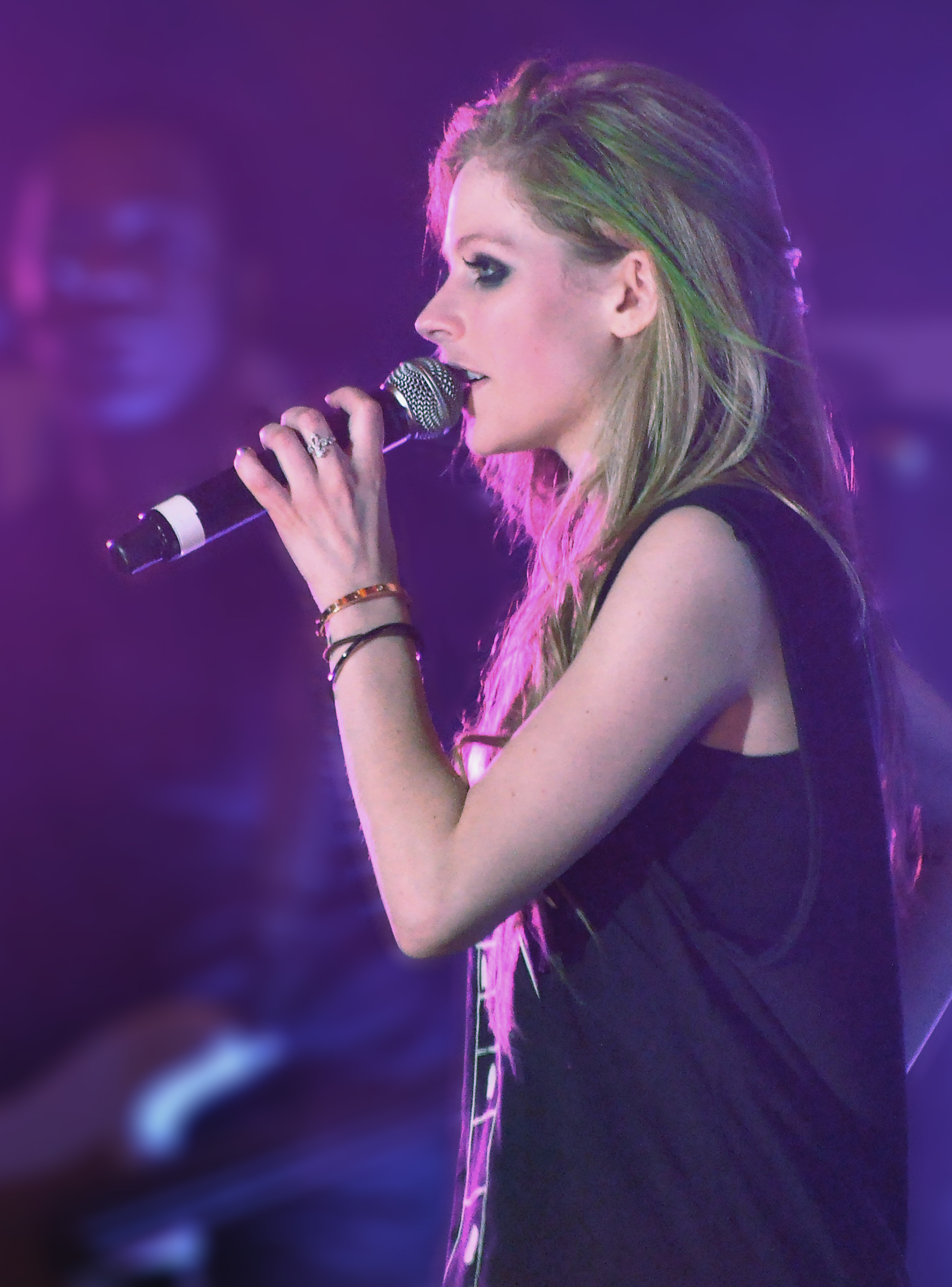

Через місяць після закінчення The Best Damn Tour Лавін записала у своїй домашній студії пісню «Black Star», яку склала була в малайзійському готелі під час туру. Для рекламного ролика їй потрібна була коротка пісня, але джинґл став повноцінною композицією, що увійшла до альбому Goodbye Lullaby.
До липня 2009 року було записано дев'ять треків, зокрема, «Fine», «Everybody Hurts» і «Darlin». Деякі пісні Лавін написала була ще в дитинстві. «Darlin» — друга пісня, яку вона написала в 14 років в Напані (Онтаріо). Лавін пообіцяла, що альбом буде «життєвим»: «Я легко можу скласти агресивну пісню про хлопця, але сісти й відверто написати про те, що справді мені болить, що довелось пережити, — це щось зовсім інше». З'явилися повідомлення про те, що альбом ознаменує повернення Лавін до колишнього стилю, але буде переважно акустичним.
Вихід альбому і першого синглу неодноразово затримувалися. Диск мав вийти 17 листопада 2009 року. Пізніше, в січні 2010 року, Лавін сказала, що вже готова обкладинка альбому і перший сингл вийде у квітні, альбом — у червні. У травні Лавін заявила, що альбом вийшов надто серйозним і вона має намір знову повернутися в студію: «Щодо альбому… я не хочу поспішати… У мене дуже серйозний запис, думаю, мені потрібно додати кілька швидких, веселих треків». У серпні 2010 року співачка повернулася до студії Henson, де розпочала працювати з продюсером Алексом Да Кідом (Alex da Kid). Саме тоді співачка хворіла на ангіну, тому всі навколишні мусили вдягати маски. Попри застороги лікаря, Лавін записувала вокальні партії: «Я не співала останні 48 годин, тому що могла необоротно пошкодити голосові зв'язки. Лікар сказав мені не співати, але сьогодні я співала», — розповідала вона після однієї з сесій. У підсумку, як зауважила співачка, записаного матеріалу могло б вистачити на два альбоми.
У січні 2010 року Лавін, працюючи зі студією «Дісней» над одягом з тематикою фільму Тіма Бертона «Аліса в Дивокраї», поцікавилася у продюсерів, чи може вона написати пісню до фільму. У підсумку «Alice» використано в останніх титрах до фільму, а також вона з'явилася на саундтреку Almost Alice. 28 лютого на закритті Зимових Олімпійських ігор Лавін виконала пісні «My Happy Ending» і «Girlfriend». У вересні Ріанна використовувала семпл з «I'm with You» в треку «Cheers (Drink to That)» зі свого альбому Loud.

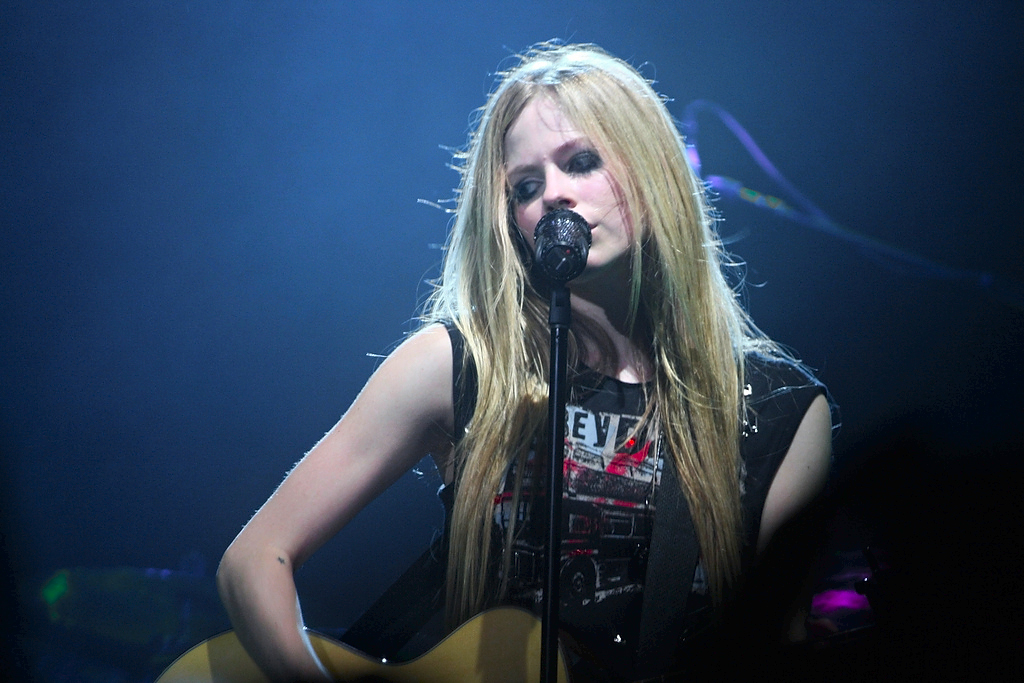
Концертний виступ в Італії, 10 вересня 2011

У жовтні 2010 року Лавін знялася для обкладинки листопадового випуску Maxim, а також дала інтерв'ю, в якому порушила тему четвертого альбому. У листопаді 2010 року вона написала в блозі, що альбом був готовий ще рік тому, але звукозаписна компанія вирішила випустити його тільки зараз. Перший сингл, «What the Hell», вийшов у січні 2011 року; кліп до нього знято в листопаді-грудні, прем'єра самої пісні відбулася 31 грудня 2010 року в програмі Dick Clark's New Year's Rockin 'Eve with Ryan Seacrest, а до кінця лютого 2011 року сингл піднявся в США до 11-го місця. 7 грудня на офіційному сайті співачки з'явився прес-реліз до альбому, в якому фігурували назви деяких пісень, а також обкладинка альбому.
У березні 2011 року Лавін запропонувала шанувальникам у соціальних мережах вибрати наступний сингл альбому — «Push» або «Smile», хоча сама віддавала перевагу першому. За підсумками голосування визначено наступний сингл — ним стала пісня «Smile». 22 квітня співачка повідомила, що йде активна робота над зніманням кліпу і що сама вона перебуває на знімальному майданчику. Музичний кліп вийшов 20 травня 2011 року.
Наступним синглом стала пісня «Wish You Were Here», відеокліп якої вийшов 9 вересня.

### 2011—2015:Avril Lavigne
Через три місяці після випуску Goodbye Lullaby Авріл Лавін оголосила, що вже працює над 5 студійним альбомом і написала 8 пісень. За своєю музичною складовою новий альбом сильно відрізнятиметься від Goodbye Lullaby. Лавін пояснила: «Goodbye Lullaby був м'якший, а наступний альбом буде в стилі поп і веселіший. Я вже маю пісню, яку збираюся зробити синглом, тільки потрібно перезаписати її!». Пізніше, в липні 2011 року Авріл Лавін оголосила назви 2-х пісень з нового альбому: «Fine» і «Gone». Треки були записані для Goodbye Lullaby, проте не були остаточно доопрацьовані та зведені. Було також підтверджено, що співачка працює над новим альбомом разом з музичним продюсерським дуетом The Runners.
У жовтні 2011 року, в інтерв'ю для Virgin Radio 96, Лавін сказала, що почне роботу над альбомом у січні 2012 року. Наприкінці 2011 року Лавін підтвердила, що перейшла на новий звукозаписний лейбл, керівником якого є Ел Ей Рейд.
8 лютого 2013 року Лавін повідомила, що першим синглом з п'ятого альбому стане пісня «Here's to Never Growing Up», продюсером якого стане Мартін Джонсон, що працював з гуртом Boys Like Girls. Сингл представлено 9 квітня на шоу Ryan Seacrest. В інтерв'ю з Ryan Seacrest Лавін підтвердила, що альбом ще перебуває на стадії запису: «Я все ще працюю в студії над своєю платівкою, мені залишилося написати самій одну пісню, мені це подобається, і це дуже важливо для мене». В іншому інтерв'ю для Digital Spy Лавін сказала, що записала так багато пісень, що думає випустити два компенсаційних альбоми замість одного.
10 липня 2013 року Лавін випустила другий сингл з п'ятого альбому «Rock n Roll». Прем'єра кліпу відбулася 20 серпня. Третім синглом з альбому стала пісня «Let Me Go», записана в дуеті з чоловіком Лавін, Чадом Крюгером, солістом рок-гурту Nickelback. 15 жовтня вийшов кліп на цю пісню.

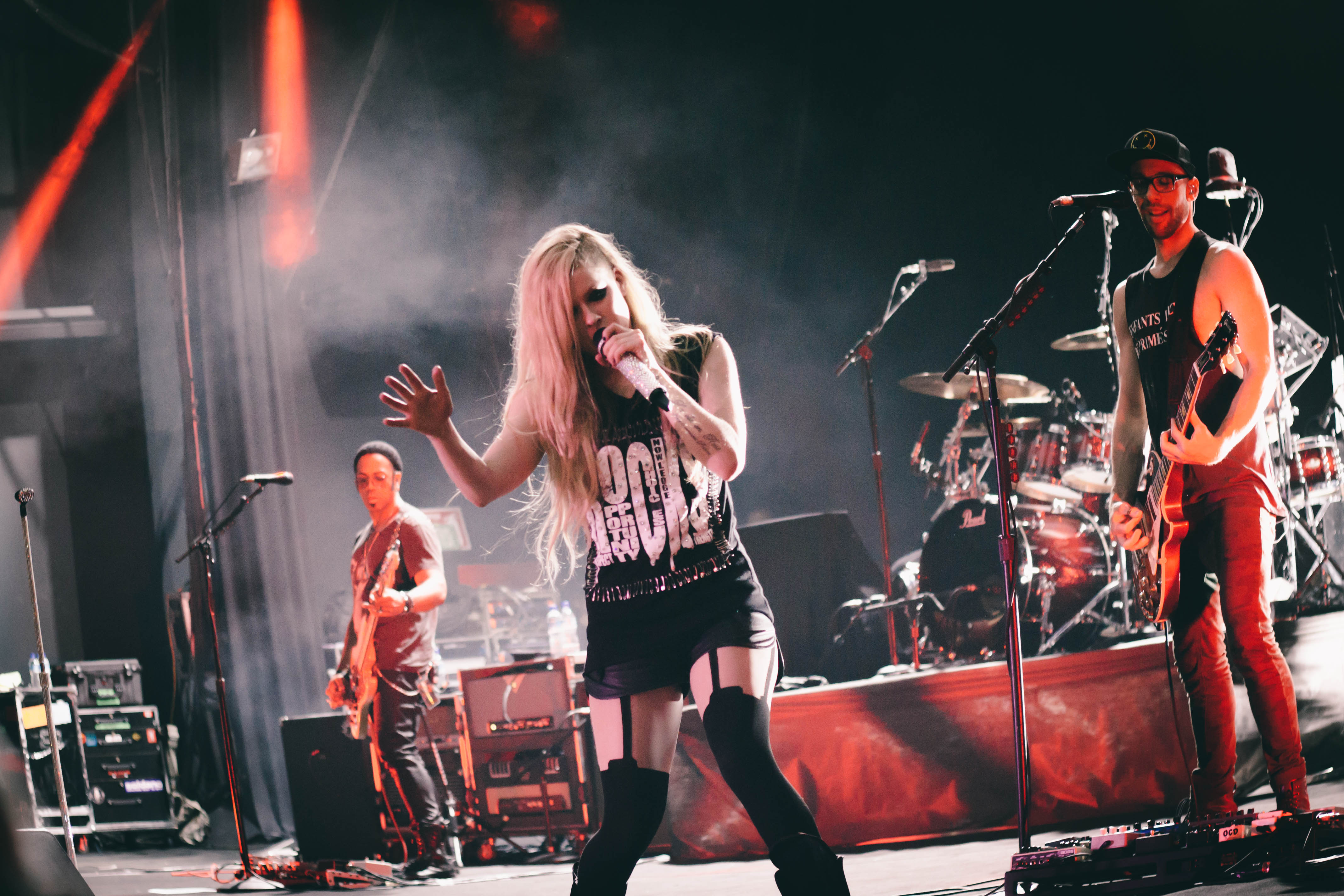
Виступ Авріл в Бразиліа (2014 року)

У липні 2013 року оголошено, що новий альбом Авріл Лавін матиме епонімічний заголовок, а датою виходу платівки названо 5 листопада 2013 року. 8 серпня Лавін поділилася обкладинкою нового альбому через Instagram, а 5 вересня оголосила трек-лист. Новий альбом співачка назвала своїм ім'ям — Avril Lavigne. Альбом дебютував на 5 місці в Billboard 200.
Четвертим синглом п'ятого студійного альбому стала пісня «Hello Kitty», реліз якої відбувся 23 травня 2014 року. Прем'єра відео відбулася 22 квітня. П'ятим синглом стала пісня «Give You What You Like», що є саундтреком до фільму «Babysitter's Black Book».
Станом на липень 2014 року, було продано 850 000 копій альбому у всьому світі. Нині кількість продажів сягнула 1 000 000.
У квітні 2015 року, в інтерв'ю Billboard, Лавін оголосила про плани випустити новий сингл під назвою «Fly». Пісня стала благодійним синглом на підтримку Всесвітньої Літньої Спеціальної Олімпіади 2015 року, що відбулась у Лос-Анджелесі.

### 2016—дотепер:Head Above Water
На початку 2017 року вийшов сингл «Listen» японського рок-гурту One Ok Rock, записаний за участю Авріл Лавін. Також вона записала спільний трек «Wings Clipped» з дуетом Grey та Ентоні Гріном, що його видано у вересні 2017 року.
19 вересня 2018 року Авріл Лавін випустила пісню «Head Above Water», що стала лід-синглом з майбутнього однойменного альбому. Шостий студійний альбом Head Above Water вийшов 15 лютого 2019 року на BMG. Він зумів потрапити до найвищих чартів Австралії, Австрії, Канади, Німеччини, Італії, Японії, Швейцарії та Великої Британії, а також посів 13 місце в американському чарті Billboard 200. Окремо від альбому видано три сингли: «Head Above Water», "Tell Me It's Over і «Dumb Blonde».
24 квітня 2020 року Лавін перезаписала трек «Warrior» зі свого шостого студійного альбому і випустила його як сингл під назвою "We Are Warriors. Всі прибутки від синглу підуть на підтримку Project HOPE під час пандемії COVID-19.
У травні 2020 в інтерв'ю журналу American Songwriter Лавін згадала, що вона «хотіла б 2021 року випустити деяку музику і почала роботу над новим матеріалом, який може стати основою її наступного альбому».

## Артистизм

### Музичний стиль

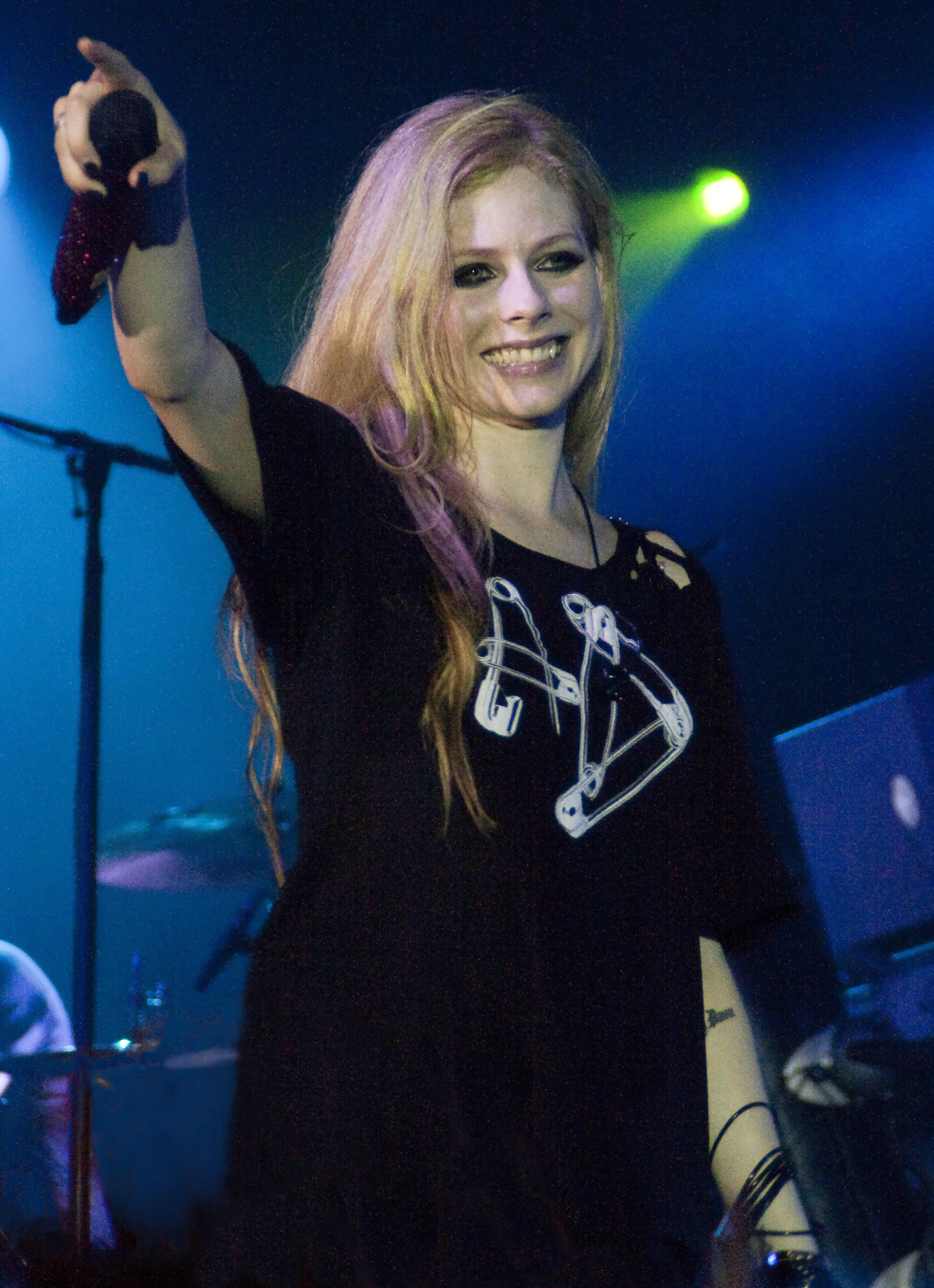
Авріл Лавін під час Black Star Tour (2011)

Більшість критиків та видань визначали Авріл Лавін як поппанк-, альт-рок-, поп-, поп-рок-, павер-поп- та тін-поп-співачку. Її перші три альбоми описували як суміш поппанку, альтернативного року та поп-року з елементами ґранджового звучання. Також на перші платівки співачки справив значний вплив тін-поп, оскільки більшість її текстів були написані з підліткової точки зору. Деякі оглядачі охарактеризували її музику як «тін-панк».
Її дебютний альбом Let Go (2002) класифікували як поп-рок- та альтернативний рок-альбом з невеликим впливом ґранджу, а саму співачку порівнювали з іншими артистками з аналогічним звучанням, головним чином з Аланіс Моріссетт. Under My Skin (2004) був помітно темнішим, з важчим продакшеном, містив балади та рок-пісні, й характеризувався більш постґранджовим звучання, що межувало з ню-металом, але при цьому зберігав павер-аккорди поппанку. Альбом вважається передвісником «емоційної інтенсивністі та театральної естетики» емо-поп-музики до того, як вона стала мейнстрімом. Критики порівнювали його з роботами важчих гуртів, як Linkin Park та Evanescence, через його вплив ню-металу. На противагу цьому, звучання пісень The Best Damn Thing (2007) порівнювали з «Тоні Безіл, яка підбадьорює Blink-182», а Лавін хвалили за її здатність поєднувати мелодії баблгам-попу з рифами панк-року.
Четвертий та шостий альбоми Лавін, Goodbye Lullaby (2011) та Head Above Water (2019) відповідно, характеризуються більш акустичним поп-роком та меншою кількістю гітарних пісень, що були візитною карткою її ранніх робіт, а саме звучання стало м'якшим і попсовішим. Також другий з них отримав похвалу за більш зріле звучання. Попри це, пісні з обох альбомів були позначені як поп-панк, зокрема композиція «Dumb Blonde» (2019) з елементами хіп-хопу за участю тринідадської реперки Нікі Мінаж. Тим часом її п'ятий альбом Avril Lavigne (2013) є більш різноманітним і поєднує денс-поп та жорсткіші рок-треки, включно з «Hello Kitty», яка експериментує з J-pop, дабстепом та EDM, та «Bad Girl», спільну роботу з американським рок-музикантом Меріліном Менсоном, яка вважається однією з її найважчих пісень. З відродженням мейнстріму поппанку у 2020-х роках, Лавін у сьомій платівці Love Sux (2022) повернулася до свого коріння з додаванням елементів емо-попу та скейт-панку під впливом NOFX, Blink-182, Green Day та The Offspring.
Вокальний діапазон Авріл Лавін — сопрано. У рецензії на пісню «Sk8er Boi» Пет Блешілл із Rolling Stone описав її голос як «рівномірно голос дівчини-малишки та хрипкої сирени». Теми в її музиці містять послання про самоствердження з жіночої чи підліткової точки зору. Лавін вважає, що її «пісні про те, щоб бути собою, незважаючи ні на що, та йти за своїми мріями, навіть якщо ваші мрії божевільні, а люди кажуть, що вони ніколи не збудуться». Ієн Мак-Келлен визначив її як «панк-співачку, постґрандж-валькірію, з пораненою душею поета та вибуховою войовничістю канадця».

### Авторство пісень
— Лавін про свій артистизм
У своєму дебютному альбомі Let Go вона надавала перевагу менш мейнстрімним пісням, таким як «Losing Grip», замість більш радіоорієнтованих синглів, як «Complicated», додавши: «Пісні, які я створила з The Matrix... були хороші для мого першого запису, але я більше не хочу бути такою попсовою». Другий альбом Лавін, Under My Skin, містив глибші особисті теми, що лежали в основі кожної пісні; співачка зазначила: «Я так багато пережила, тому саме про це я й говорю... Наприклад, про хлопців, про побачення або стосунки». Натомість, її третій альбом, The Best Damn Thing, не був для неї особистим: «Деякі з написаних мною пісень навіть не мали для мене великого значення. Це не схоже щось особисте, через що я проходжу». За словами співачки, під час написання альбому вона просто розважалася.
Goodbye Lullaby був набагато особистішим, ніж її попередні записи; сама Лавін описала його як «більш спрощений, глибший. Усі пісні дуже емоційні». З іншого боку, Avril Lavigne був різноманітнішим, без особливої концепції: «Це не просто платівка про кохання та стосунки. Є пісня під назвою „Rock n Roll“, є „Hello Kitty“, купа літніх пісень, а також кілька досить ностальгічних творів про спогади з минулого, як „17“». На написання Head Above Water вплинула хвороба Лайма, з якою співачка боролася кілька років. Домінуючою темою восьми пісень з альбому є внутрішня сила, тоді як інших чотирьох — токсичні стосунки. Лавін охарактеризувала Love Sux як «легкий та радісний, хоча є пісні про розбите серце та розрив стосунків», але також як «гімнічний, потужний», із «позитивним посланням до людей постояти за себе та мати почуття власної гідності».
Хоча Лавін сказала, що не сердиться, в інтерв'ю вона була доволі пристрасною щодо неповаги ЗМІ до її написання пісень. Вона сказала: «Я письменниця, і я не дозволю людям позбавити мене цього», додавши, що пише «повноцінно структуровані пісні» з 14 років. Попри це, авторство Лавін піддавалося сумніву протягом усієї її кар'єри. Продюсерське тріо The Matrix, із яким співачка написала пісні для дебютного альбому, оголосили себе основними авторами синглів «Complicated», «Sk8er Boi» та «I'm with You». Лавін назвала себе основною авторкою кожної пісні на альбомі, заявивши: «Немає пісні, яка б не походила від мене».
2007 року співачка Шанталь Крев'язюк, яка працювала з Лавін над Under My Skin, звинуватила її у плагіаті та розкритикувала її авторство, заявивши: «Насправді Авріл не сидить і не пише пісні самостійно чи щось таке». Лавін спростувала це та розглядала можливість подання позову проти Крев'язюк за «явний наклеп». Пізніше Крев'язюк вибачилася та заявивила: «Авріл — досвідчена авторка пісень, і для мене було честю працювати з нею». Невдовзі після цього засновник гурту The Rubinoos Томмі Данбар подав до суду на Лавін, її агенство та продюсера Лукаша «Dr. Luke» Готтвальда за нібито крадіжку частин пісні «I Wanna Be Your Boyfriend» для «Girlfriend». Готтвальд захистив колегу, заявивши: «Ми з Авріл написали пісню разом... У ній та ж сама послідовність акордів, що й у десяти різних піснях Blink-182, стандартні зміни, які можна знайти в пісні Sum 41. Це Sex Pistols, а не Rubinoos». У січні 2008 року між сторонами було досягнуто конфіденційної угоди.

### Вплив
До досягнення підліткового віку Лавін майже не слухала музику; згодом на неї вплинули кантрі-виконавці, як Гарт Брукс, The Chicks і Шаная Твейн, а також рок-музиканти Аланіс Моріссетт, Кортні Лав, Дженіс Джоплін, Goo Goo Dolls та Matchbox Twenty. На початку музичної кар'єри вона зазнавала впливу скейт-панк-, поп-панк- та панк-рок-гуртів, таких як Blink-182, NoFX, Green Day, Ramones, The Distillers та Hole. Їй також подобалися метал-гурти, такі як Marilyn Manson і System of a Down, а також альтернативні гурти Nirvana, Radiohead, Coldplay, Oasis, Third Eye Blind, Dashboard Confessional та The Used. За словами співачки, вона надає перевагу чоловічим рок-колективам, а не жіночим виконавцям.
Через цей вплив, музичні жанри та особистий стиль Лавін, ЗМІ часто визначали її як панка, хоча сама співачка такою себе не вважала. Близький друг і перший гітарист Лавін Еван Тобенфельд сказав: «Це дуже делікатна тема для багатьох людей, але суть у тому, що Авріл не панк, і насправді вона ніколи не вдавала, що походить із цієї сцени. У неї була поппанк-музика, а решту доробили ЗМІ». Лавін прокоментувала це питання: «На мене навісили ярлик злої дівчини, бунтарки... панка, але я зовсім не така». Однак, також вона заявила, що в її музиці присутній панк-вплив: «Мені подобається багато слухати панк-рок, у моїй музиці можна помітити певний вплив панку. Мені подобається агресивна музика, але те, чим я займаюся насправді, є доволі важким поп-роком».

### Образ
— Лавін про свій образ на початку кар'єри
На момент здобуття популярності Лавін була відома своїм томбойським стилем, зокрема поєднанням краватки та майки. Вона віддавала перевагу мішкуватому одягу, скейтерському взуттю або Converse, браслетам на зап'ястях, а іноді й шнуркам, обмотаним навколо пальців. Під час фотосесій замість «блискучого вбрання» вона надавала перевагу «старим, пом'ятим футболкам». У відповідь на модний та музичний вплив Лавін, ЗМІ називали її «принцесою поппанку» та жіночою відповіддю Blink-182. Преса та шанувальники вважали її «анти-Брітні», частково через її менш комерційний та «реальний» імідж, а також тому, що вона була помітно впертою. «Я не нафарбована, і мені не кажуть, що говорити та як поводитися, тому мене називають анти-Брітні, але я не являюся нею». На перше місце у своїй кар'єрі Лавін свідомо намагалася ставити музику, а не імідж.

## Спадщина

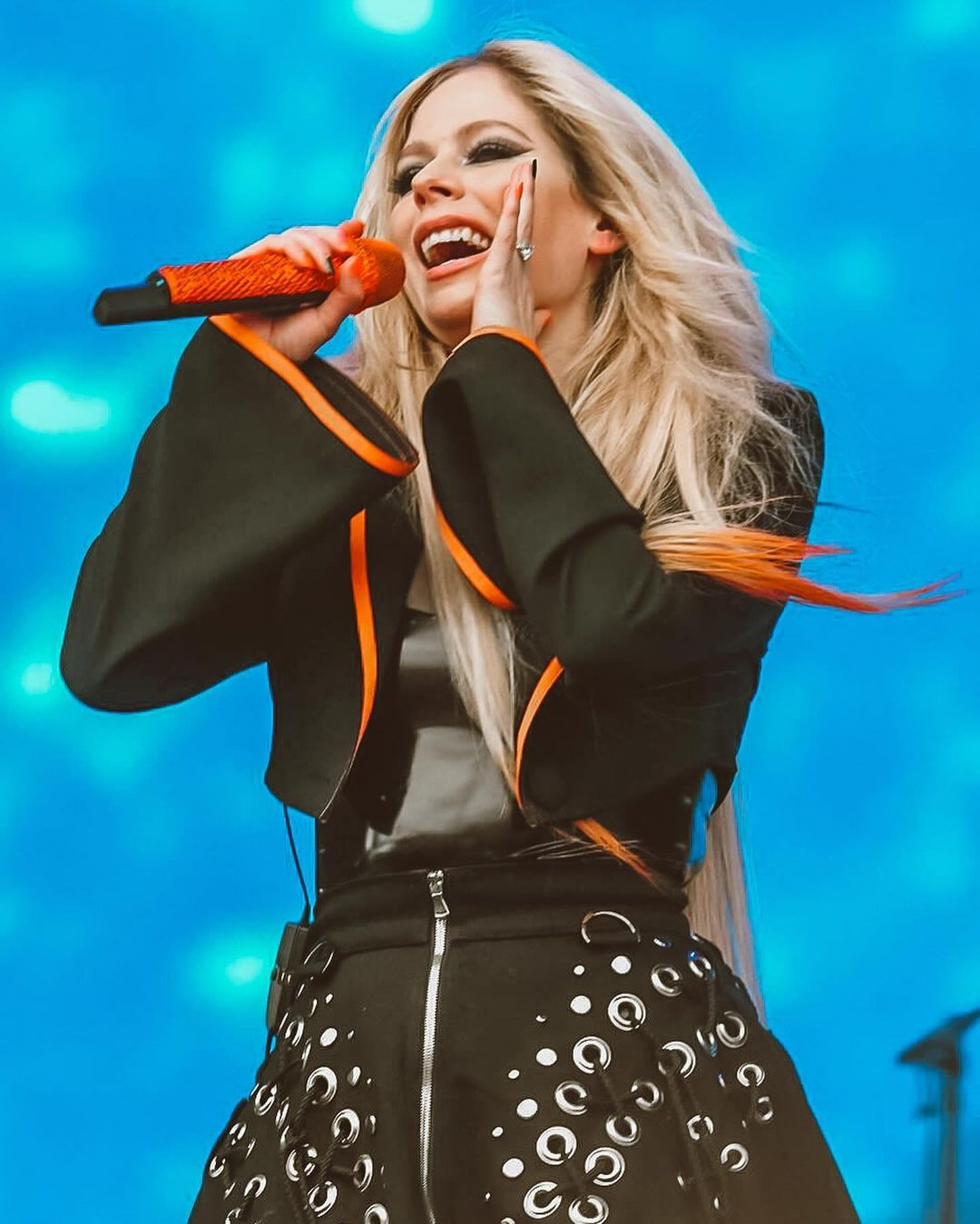
Авріл Лавін під час Love Sux Tour (2022)

Авріл Лавін називають найвидатнішою представницею поппанк-музики та однією зі співачок, які найкраще визначили рок-музику 2000-х років.

## Кар'єра в кіно
Авріл Лавін виявила цікавість до робіт на телебаченні та в художніх фільмах. За словами співачки, це було її власне рішення. Хоча багаторічний досвід у створенні музичних відеокліпів був перевагою, Лавін визнала, що саме досвід співу позбавив її будь-якого страху перед камерою. Вона особливо відзначила кліп на «Nobody's Home», у якому було найбільше «акторської гри». Її перша поява на телебаченні відбулася в серії ситкому «Сабріна — юна відьма» 2002 року, де вона виконала «Sk8er Boi» у нічному клубі. Пізніше вона з'явилася в епізодичній ролі у фільмі «Долаючи відстань» 2004 року. Головні герої зустрічають її за лаштунками на премії MuchMusic Video Awards після виконання пісні «Losing Grip».
Лавін обережно підходила до художнього кіно, навмисно обираючи спочатку невеликі ролі. У листопаді 2005 року вона вирушила до Нью-Мексико на зйомки однієї сцени у фільмі «Зграя» (2007) з Клер Дейнс та Річардом Гіром. Вона зіграла Беатріс Белл, дівчину підозрюваного у злочині. Між дублями Гір давав Лавін поради щодо акторської майстерності. Про свою роль у «Зграї» співачка сказала: «Я зіграла просто, щоб побачити, як це, і не переходити [до мейнстрімного акторства] занадто швидко». «Зграя» не виходила в американських кінотеатрах, а оскільки на іноземних ринках вона вийшла лише наприкінці 2007 року, її не вважають дебютом Лавін. Фільм зібрав 7 мільйонів доларів у закордонному прокаті.
Пробною роллю для Авріл Лавін на екрані став мультфільм «Лісова братія» («Over the Hedge»), що базується на однойменному коміксі. Також виконала епізодичну роль у фільмі «Нація фастфуду» («Fast Food Nation»). Лавінь написала пісню «Keep Holding On» для фільму «Ерагон». Ця пісня увійшла до її альбому The Best Damn Thing у 2007 році і навіть стала першою у чарті Canadian Hot 100.

## Відзнаки

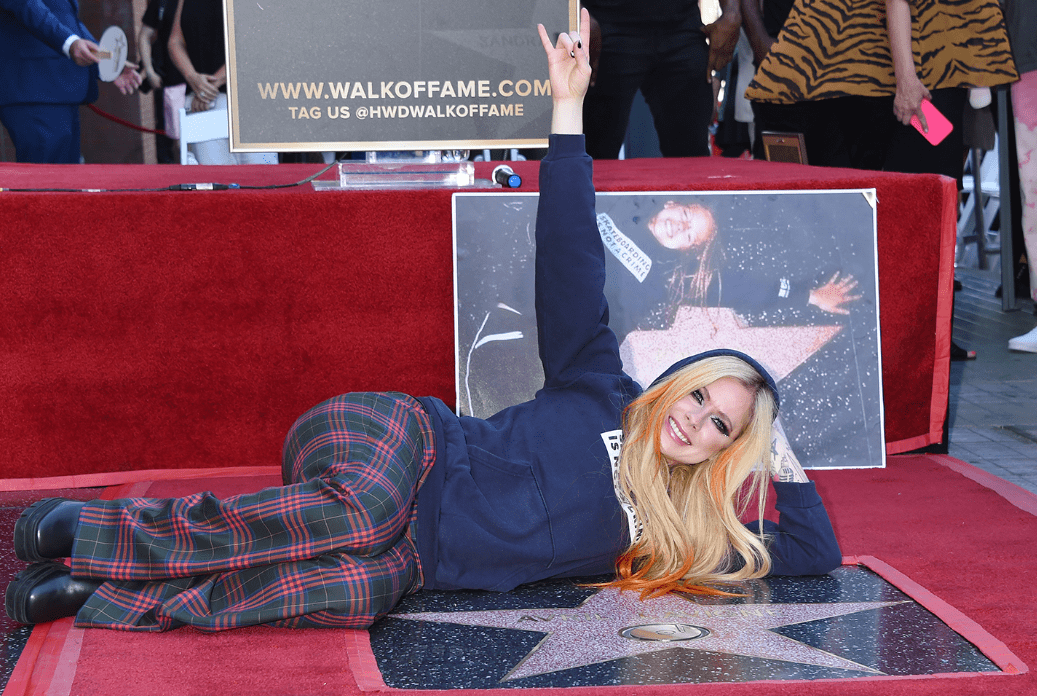
Лавін на церемонії вручення зірки на Голлівудській алеї слави (2022)

2003 року на церемонії вручення нагород SOCAN Awards у Торонто Лавін отримала премію «Міжнародні досягнення» за пісню «Complicated». Протягом двох років вона вісім раз була номінована на нагороду «Греммі», зокрема в категорії «Найкращий новий виконавець». Також її тричі номіновували на American Music Awards, та по одному разу на Brit Awards і MTV Video Music Awards. Лавін продала понад 50 мільйонів копій синглів та 50 мільйонів платівок своїх альбомів по всьому світу, серед яких, за даними «Білборд», понад 12,4 мільйонів у США. 2009 року журнал «Білборд» помістив її на десяте місце в рейтингу артистів 2000-х років, а також на 28 місце за комерційним успіхом у США. Видання «Ю-Ес-Ей тудей» включило Авріл Лавін до списку найкращих музикантів нульових, а Rolling Stone — до 50 найкращих канадських артистів усіх часів. 2025 року «Білборд» поставив її на 19 місце в рейтингу «Найкращі артистки XXI століття».
11 січня 2003 року у віці 18 років і 106 днів Авріл Лавін потрапила до Книги рекордів Гіннеса як наймолодша сольна виконавиця, яка очолила UK Albums Chart, — платівка Let Go посіла перше місце на своєму 18-му тижні в чарті. Дівчина утримувала рекорд до 2004 року, поки хіт-парад не очолив Mind Body & Soul Джосс Стоун. Її сингл «Girlfriend» (2007) став першим відеокліпом на YouTube, що досяг позначки в 100 мільйонів переглядів, а дебютний альбом Let Go (2002), що розійшовся накладом 16 млн копій, — найпродаванішим альбомом XXI століття серед канадських артистів. Лавін особливо популярна в Японії — вона перший західний виконавець в історії країни, чиї три альбоми поспіль розійшлися накладом понад мільйон копій. 31 серпня 2022 року Авріл Лавін отримала власну зірку на Голлівудській алеї слави, а 2 грудня наступного року — на Алеї слави Канади. У червні 2024 року її було нагороджено Орденом Канади.

## Особисте життя

### Стосунки
У 19 років Лавін почала зустрічатися з вокалістом/ритм-гітаристом Sum 41 Дериком Віблі, після двох років дружби. У червні 2005 року Віблі зробив їй пропозицію. Пара одружилася 15 липня 2006 року в Монтесіто, Каліфорнія. 9 жовтня 2009 року Лавін подала на розлучення, назвавши причиною «непримиренні розбіжності». Вона заявила: «Я вдячна за наш час разом, і я вдячна та благословенна, що ми залишилися друзями». Розлучення завершилося 16 листопада 2010 року.
У лютому 2010 року Лавін почала зустрічатися із зіркою серіалу «Пагорби» Броді Дженнером. Після майже двох років стосунків пара розлучилася у січні 2012 року.
З Чадом Крюгером, фронтменом Nickelback, Лавін почала зустрічатись у липні 2012 року. Їхні стосунки розквітли завдяки спільній роботі над п'ятим альбомом співачки в березні. Лавін та Крюгер заручилися у серпні того ж року, після місяця стосунків. Пара одружилася 1 липня 2013 року в Шато-де-ла-Напуль, реконструйованому середньовічному замку на березі Середземного моря на півдні Франції. 2 вересня 2015 року Лавін оголосила про розставання з Крюгером через свій офіційний акаунт в Instagram, а пізніше вони офіційно розлучилися.
Згідно з журналом People, у 2018—2019 роках Лавін зустрічалася із сином мільярдера Філіпом Сарофімом, а у 2020 році — із музикантом Пітом Джонасом. Пізніше, приблизно у березні 2021 року, вона розпочала стосунки зі співаком Mod Sun. У квітні наступного року співачка в соцмережах оголосила про їхні заручини, які закінчилися у лютому 2023 року. У першій половині того ж року Авріл зустрічалася з репером Tyga, після чого пара розійшлася у червні.

### Здоров'я
У квітні 2015 року Лавін розповіла журналу People, що понад півроку тому в неї діагностували хворобу Лайма, через яку вона була прикута до ліжка та мала проблеми з мовою, рухом та диханням. В інтерв'ю «Білборд» того ж місяця співачка сказала, що перебуває в процесі одужання і хоче підвищити обізнаність про цю хворобу. Цей недуг знайшов своє відображення в альбомі Head Above Water, зокрема боротьбі з ним присвячений головний трек.
Деякі ЗМІ вважали Лавін веганкою чи вегетаріанкою, проте публічно свою дієту вона не обговорювала.

### Французьке громадянство
Батько Авріл Лавін народився у Франції, і за правом крові вона подала заяву на французький паспорт, який отримала в лютому 2011 року. У січні 2012 року Лавін продала свій будинок у Бел-Ейр, виставлений на продаж у травні 2011 року. Потім вона переїхала до Парижа для вивчення французької мови, орендувала квартиру та навчалася в школі Berlitz.

### Татуювання
— Лавін про свої татуювання

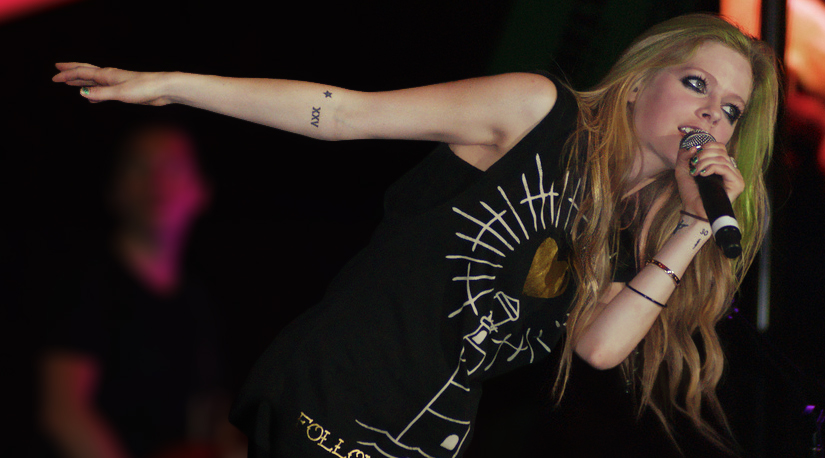
Татуювання «XXV» та зірки на правому передпліччі Лавін, та «30», блискавки та зірки на лівому зап’ясті

Більшість татуювань Лавін збігаються з татуюваннями її друзів, але деякі мають унікальний дизайн. Співачка одночасно з музикантом Беном Муді зробила татуювання зірки на внутрішній стороні лівого зап'ястя. Наприкінці 2004 року вона нанесла на праве зап'ястя маленьке рожеве серце навколо літери «D», яке символізувало її тодішнього хлопця Дерика Віблі. У березні 2010 року Лавін та Віблі зробили однакові татуювання на честь його 30-річчя. У квітні того ж року Авріл додала ще два зображення на зап'ястя — блискавку та число 30.
Її любов до татуювань привернула увагу ЗМІ у травні 2010 року, коли Лавін та Броді Дженнер зробили собі однакові татуювання зі словом «fuck» на ребрах, яке вона назвала своїм «найулюбленішим словом». Також співачка має інші татуювання, зокрема «Abbey Dawn» і «La Vie en Rose / Vivre le moment présent» (зроблену спільно з Чедом Крюгером) на лівому передпліччі та «XXV» із зіркою на правому. Лавін додала, що зрештою хоче зробити «велике серце з прапорцем через нього та ім'ям... Я збираюся почекати кілька років і переконатися, що досі цього хочу. Мені доведеться почекати, поки ця особлива людина повернеться в моє життя». У липні 2010 року Лавін зробила татуювання з ім'ям свого тодішнього хлопця, «Brody», під правими грудьми, а у 2018 році — традиційне татуювання серця разом із Філіпом Сарофімом.

### Політичні погляди
На церемонії вручення премії «Джуно» у квітні 2003 року Лавін висловила свою думку щодо війни в Іраку: «Я не вірю, що війна — це спосіб вирішення проблем. Я думаю, що це неправильно... Я не дуже поважаю [президента США Джорджа] Буша». Вона також сказала, що «дуже пишається» тодішнім прем'єр-міністром Канади Жаном Кретьєном за те, що він не допустив утягнення Канади у війну.

## Дискографія
- 2002: Let Go
- 2004: Under My Skin
- 2007: The Best Damn Thing
- 2011: Goodbye Lullaby
- 2013: Avril Lavigne
- 2019: Head Above Water
- 2022: Love Sux

## Фільмографія
| Рік  | Назва                               | Роль                   | Нотатки                                          |
| ---- | ----------------------------------- | ---------------------- | ------------------------------------------------ |
| 2002 | «Сабріна — юна відьма»              | У ролі самої себе      | Камео в серії «Bada-Ping!», виконала «Sk8er Boi» |
| 2003 | «Суботнього вечора в прямому ефірі» | У ролі самої себе      | 28 сезон, 9 серія: «Джефф Гордон/Авріл Лавін»    |
| 2004 | «Долаючи відстань»                  | У ролі самої себе      | Камео, виконала «Losing Grip»                    |
| 2004 | «Суботнього вечора в прямому ефірі» | У ролі самої себе      | 29 сезон, 19 серія: «Snoop Dogg/Авріл Лавін»     |
| 2006 | «Лісова братія»                     | Хезер (озвучення)      |                                                  |
| 2006 | «Нація фастфуду»                    | Еліс                   |                                                  |
| 2007 | «Зграя»                             | Беатріс Белл           |                                                  |
| 2010 | American Idol                       | Суддя                  | Прослуховування в Лос-Анджелесі                  |
| 2011 | Majors & Minors                     | Ментор                 |                                                  |
| 2012 | «Кеті Перрі: Частинка мене»         | У ролі самої себе      |                                                  |
| 2018 | «Зачарований принц»                 | Білосніжка (озвучення) |                                                  |
| 2022 | «Доброго трауру»                    | У ролі самої себе      |                                                  |
| 2024 | Angry Birds Mystery Island          | Туба                   |                                                  |

## Тури
| Головна артистка - Try to Shut Me Up Tour (2002—2003) - Bonez Tour (2004—2005) - The Best Damn Tour (2008) - Black Star Tour (2011—2012) - The Avril Lavigne Tour (2013—2014) - Head Above Water Tour (2019) - Love Sux Tour (2022—2023) - Greatest Hits Tour (2024—2025) | Промотури - Live by Surprise Tour (2004) - The Best Damn Thing Promotional Tour (2007) Вступний акт - In a World Like This Tour (для Backstreet Boys) (2014) - Mainstream Sellout Tour (для Machine Gun Kelly) (2022) |